# Kamov Ka-90

Kamov Ka-90

Kamov Ka-90 là một đề án máy bay trực thăng vận tốc cao của hãng Kamov, một mô hình đã được trưng bày tại triển lãm thương mại HeliRussia 2008 vào tháng 4 năm 2008.